# Rafi Menco
Rafi Menco, né le 5 mars 1994 à Jérusalem, est un joueur israélien de basket-ball. Il évolue au poste d'ailier.

## Biographie
Il signe pour l'Élan Chalon le 17 juillet 2020,.
En juillet 2021, Menco retourne en Israël et signe un contrat pour deux saisons avec l'Hapoël Holon.
En juin 2022, Menco s'engage avec le Maccabi Tel-Aviv, club qui participe à l'Euroligue.

## Palmarès

### Club
- Coupe d'Israël : 2016
- Champion d'Israël : 2022

### Individuel
- Meilleur progression de la Ligue d'Israël : 2017
- All-Star de la Ligue Israëlienne en 2019